# Ibéromaurusien
Het Ibéromaurusien is een epipaleolithische cultuur in Noord-Afrika van ongeveer 17.000 tot 8000 voor Christus, ongeveer gelijktijdig met het Europese Magdalénien. De benaming komt van de verouderde theorie dat deze cultuur behalve in Noord-Afrika ook op het Iberisch schiereiland voorkwam. Naar belangrijke vindplaatsen worden ook de namen Mouillien en Oranien gebruikt.
De cultuur is verwant met de Halfacultuur van de Nijlvallei. Ze volgt in Noord-Afrika op het Atérien, mogelijk na een periode waarin het gebied wegens verslechtering van het klimaat ontvolkt was. De belangrijkste eropvolgende cultuur was het Capsien.

## Verspreiding

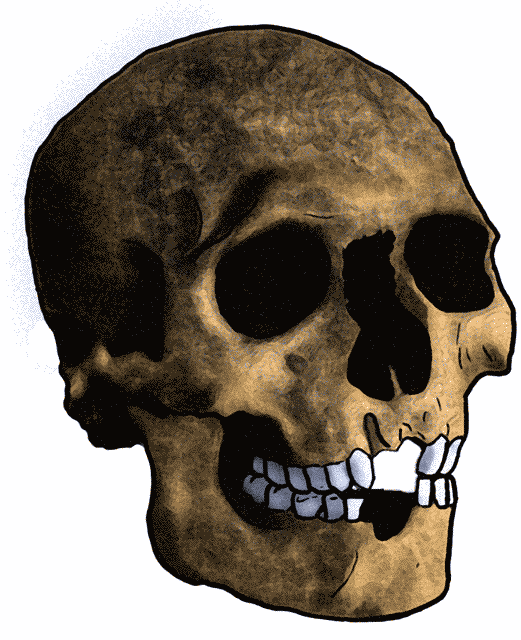
Schedel uit Mechta el-Arbi, met karakteristieke verwijdering van de middelste snijtanden

De Atlas lijkt de zuidelijke grens van een uit West-Azië komende migratie van vroege moderne mensen te vormen, Mechta-Afalou genaamd, welke de mediterrane kust en haar achterland koloniseerde. De vondsten suggereren een verspreiding van oost naar west langs de Middellandse Zeekust tot aan Marokko, dat rond 14.000 v. Chr. werd bereikt. Ook een kolonisering van de Canarische Eilanden rond deze tijd is voorgesteld, maar niet aangetoond. De meeste onderzochte vindplaatsen bevinden zich in Marokko en Algerije. Belangrijke sites zijn onder andere de grotten van  Afalou Bou-R’mel en Tafoughalt.

## Steenbewerking en gereedschappen
Er is een sterke tendens in de richting van miniaturisatie. Microlieten zoals kleine pijlpunten werden uit grotere klingen gevormd. Wijdverbreid is de techniek van de door steil retoucheren afgeslagen rugkant. Vaak vindt men zulke rugspitsen die tot meervoudig bruikbare gereedschappen werden verwerkt. Daarnaast waren er grotere schrabbers, kerfresten en driehoekige punten. Maalstenen voor het malen van graszaad wijzen op een al vergevorderd gebruik van plantaardige voedingsmiddelen. Uit bot werden priemen, projectielpunten, klingen en schrabbers voor leerbewerking vervaardigd. Sieraden werden van zeeschelpen en fossielen gemaakt.

## Cultuur
De mensen van het Ibéromaurusien waren voornamelijk jager-verzamelaars. Als woonplaatsen werden grotten en overhangende rotsen gebruikt, hetgeen op zijn minst op een trend naar een sedentaire levenswijze duidt bij een nog grotendeels nomadische levensstijl. In deze schuilplaatsen werden ruimtelijke verdelingen gevonden in werk-, woon- en begraafplaatsen. Kunstzinnige activiteiten zijn zeer zelden aangetroffen, zoals sporen van schilderkunst in Marokko (Ifri n'Ammar). Schildpadpantsers werden gebruikt als houder voor rode oker, welke werd gebruikt voor het beschilderen van mensen en voorwerpen. Ook graven zijn gevonden.